# Polistes dawnae
Polistes dawnae är en getingart som beskrevs av Dover och Rao 1922. Polistes dawnae ingår i släktet pappersgetingar, och familjen getingar. Inga underarter finns listade i Catalogue of Life.